# Cathy Sáenz
Catherine Giuliana Sáenz Ayón (Lima, 15 de junio de 1981), más conocida como Cathy Sáenz, es una productora de televisión e imitadora peruana.
Alcanzó la popularidad participando en diferentes programas de su país interpretando el personaje recurrente de «La Mamacha» del reality juvenil Esto es guerra, y por coconducir el programa sabatino Estás en todas. Después de dejar la televisión, se dedica al canal de Internet No Somos TV, junto a Jorge Luna y Ricardo Mendoza.

## Biografía
Cathy Sáenz nació el 15 de junio de 1981 en Lima, bajo el seno de una familia de clase media baja.[cita requerida] Tras acabar la secundaria, estudió la facultad de ciencias de comunicación en la especialidad de producción televisiva. Previo a ello, estuvo en planes de participar en un casting para una telenovela de Iguana Producciones, de la cual ha desistido debido a su color de piel.
Comenzó su carrera televisiva a la edad de veintiocho años, participando en un rol menor en la teleserie Al fondo hay sitio en el año 2010, interpretando a Renata, una empleada del hogar en común.[cita requerida] Pero no fue hasta el año 2012, cuando formaría parte del reality show Esto es guerra, desempeñándose como productora ejecutiva y al año siguiente, comenzaría a interpretar a «La Mamacha», personaje relativo a las mujeres de la sierra peruana, para una secuencia del espacio y aquella que la llevaría al estrellato. Tras el éxito de La Mamacha, Sáenz lanzó sus imitaciones de Soraya Montenegro, antagonista de la telenovela mexicana María la del barrio, y la Doctora Palo, en esta última inspirada en la abogada cubana Ana María Polo, en el dicho programa de competencias.
En el año 2014, asumió la coconducción del magacín semanal Estás en todas para el canal América, compartiendo junto a Jaime «Choca» Mandros y Sheyla Rojas bajo el personaje de «La Mamacha». Además, prestó su colaboración con Yaco Eskenazi y Nicola Porcella para asumir la producción general del reality show Esto es guerra Teens en 2015. Tiempo después, volvió a trabajar con Eskenazi en la elaboración de su programa cómico-juvenil Versus espectacular, donde interpretaría todos sus personajes de Esto es guerra, agregando su nueva imitación de la profesora Rígida, inspirada en el personaje de la directora Tronchatoro, antagonista principal de la película Matilda.[cita requerida]
Tuvo una breve participación en la telenovela Mis tres Marías en 2016, en el papel de Bárbara Azucena.
Tras haber renunciado a la televisora América Televisión, Sáenz se sumó al elenco del programa televisivo Combate por la cadena ATV en el año 2017, volviendo a trabajar como productora general en reemplazo de Marisol Crousillat. Además, con Crousillat fue parte de la restructuración El origen del origen, basado en el otro formato El origen de la lucha de Esto es guerra, en la cual ambas competirían en sus respectivos equipos, Sáenz para el equipo Guerra y Crousillat en el equipo Combate. Con el dicho formato, Sáenz se mantendría por dos años consecutivos hasta el final del espacio el año 2018.[cita requerida]
Colaboró con July Naters para relanzar la comedia peruana Patacláun y participó en la coconducción del magacín matutino Mujeres al mando en reemplazo de Magdyel Ugaz en 2019.
Tiempo después, tenía intención de comprar el canal 11 de Lima para centrarse en producir contenido independiente. Sin embargo, no se concretó y, en su lugar, se alejaría temporalmente de la televisión para enfocarse a su vida personal.  Según en su entrevista para el postcast del youtuber Diego Rivera, contó que las limitaciones y problemas internos dentro de los canales donde trabajaba fueron la causa principal de su alejamiento de los medios.

### No Somos TV
En 2022, abandonó su faceta televisiva para centrarse en Internet, firmando un contrato con el canal web No Somos TV, propiedad de los comediantes Ricardo Mendoza y Jorge Luna. Ella misma se encargó de la producción de este canal. Su primer programa fue Chapa tu money, cuya sinopsis es de programa concurso combinado con improvisación teatral, en el que participaron figuras locales como Mateo Garrido Lecca, Rodrigo Sánchez Patiño, Mónica Torres, Pablo Saldarriaga y Saskia Bernaola.
Con el tiempo, No Somos TV contó con una parrilla de programación que se emitía en directo a través de YouTube. Sin embargo, su programación fue objeto de críticas por compartir contenidos obtenidos de la televisión y por la falta de conexión con la audiencia.
En diciembre de 2024, la producción se tomó una pausa tras hacerse público un escándalo amoroso con uno de sus presentadores. Los reporteros Gianfranco Pérez, John Tirado y Otto Díaz afirmaron en su pódcast que el rechazo llegó incluso al canal Hablando Huevadas y que fue lo que llevó a la producción a reestructurarse. Días después, uno de los presentadores del canal, Carloncho, confirmó la pausa y avisó a la audiencia de que el canal enviaría un comunicado al respecto.

## Créditos

### Televisión
| Año       | Título               | Rol                                                   | Emisión            |
| --------- | -------------------- | ----------------------------------------------------- | ------------------ |
| 2010      | Al fondo hay sitio   | Renata                                                | América Televisión |
| 2012-2016 | Esto es guerra       | Productora ejecutiva                                  | América Televisión |
| 2013-2016 | Esto es guerra       | Parte de las secuencias del programa                  | América Televisión |
| 2013-2016 | Esto es guerra       | Voz en off de «El Tribunal»                           | América Televisión |
| 2014-2016 | Estás en todas       | Copresentadora                                        | América Televisión |
| 2014      | Gisela, el gran show | Participante invitada de la secuencia Mi hombre puede | América Televisión |
| 2015      | Esto es guerra Teens | Productora general                                    | América Televisión |
| 2015      | Versus espectacular  | Parte del elenco y varios roles                       | América Televisión |
| 2017-2018 | Combate              | Productora general                                    | ATV                |
| 2018      | El origen del origen | Coach del equipo Guerra                               | ATV                |
| 2019-2020 | Mujeres al mando     | Copresentadora                                        | Latina Televisión  |

### YouTube
| Año           | Título         | Rol                             | Emisión     |
| ------------- | -------------- | ------------------------------- | ----------- |
| 2022-presente | Chapa tu money | Presentadora y parte del elenco | No Somos TV |

### Cine
- Vivo o muerto: el expediente García (2024) como Charo.